# 1867
| [ Edytuj tabelę ]              | |
| Król Polski (tytularny)        | - 1855 Aleksander II Romanow 1881 |
| Emir Afganistanu               | - 1866 Mohammad Afzal Chan 1867 - 1867 Szer Ali Chan 1879                                                                                |
| Współksiążęta Andory           | - 1853 Josep Caixal i Estradé 1879 - 1848 Karol Ludwik Napoleon Bonaparte 1870                                                           |
| Prezydent Argentyny            | - 1862 gen. Bartolomé Mitre 1868 |
| Cesarz Austrii                 | - 1848 Franciszek Józef I 1916 |
| Król Bawarii                   | - 1864 Ludwik II 1886 |
| Król Belgów                    | - 1865 Leopold II 1909 |
| Premier Belgii                 | - 1857 Charles Rogier 1868 |
| Prezydent Boliwii              | - 1864 Mariano Melgarejo 1871 |
| Cesarz Brazylii                | - 1831 Pedro II 1889 |
| Sułtan Brunei                  | - 1852 Abdul Momin 1885 |
| Prezydent Chile                | - 1861 José Joaquín Pérez 1871 |
| Cesarz Chin                    | - 1861 Tongzhi 1875 |
| Król Czech                     | - 1848 Franciszek Józef I 1916 |
| Król Danii                     | - 1863 Chrystian IX 1906 |
| Premier Danii                  | - 1865 Christian Emil Krag-Juel- -Vind-Frijs 1870                                                                                        |
| Dalajlama                      | - 1857 Trinlej Gjaco 1875 |
| Prezydent Dominikany           | - 1866 José María Cabral 1868 |
| Władca Egiptu                  | - 1863 Isma’il Pasza 1879 |
| Premier Egiptu                 | - 1866 Muhammad Szarif Pasza 1867 - 1867 Raghib Pasza 1868                                                                               |
| Prezydent Ekwadoru             | - 1865 Jerónimo Carrión 1867 - 1867 Pedro José de Artera 1868                                                                            |
| Cesarz Etiopii                 | - 1855 Teodor II 1868 |
| Cesarz Francuzów               | - 1852 Napoleon III 1870 |
| Król Grecji                    | - 1863 Jerzy I 1913 |
| Prezydent Gwatemali            | - 1865 Vicente Cerna Sandoval 1871 |
| Prezydent Haiti                | - 1859 Fabre Geffrard 1867 - 1867 Nissage Saget (p.o.) 1867 - 1867 Sylvain Salnave 1868                                                  |
| Król Hawajów                   | - 1863 Kamehameha V 1872 |
| Król Hiszpanii                 | - 1833 Izabela II 1868 |
| Król Holandii                  | - 1849 Wilhelm III 1890 |
| Premier Holandii               | - 1866 Julius van Zuylen van Nijevelt 1868                                                                                               |
| Prezydent Hondurasu            | - 1864 José María Medina 1872 |
| Szach Iranu                    | - 1848 Naser ad-Din Szah 1896 |
| Król Irlandii                  | - 1837 Wiktoria Hanowerska 1901 |
| Cesarz Japonii                 | - 1867 Mutsuhito 1912 |
| Kalif                          | - 1861 Abdülaziz 1876 |
| Premier Kanady                 | - 1867 John Macdonald 1873 |
| Emir Kataru                    | - 1847 Muhammad ibn Sani 1878 |
| Prezydent Kolumbii             | - 1866 gen. Tomás Cipriano de Mosquera 1867 - 1867 gen. Santos Acosta 1868                                                               |
| Patriarcha Konstantynopola     | - 1867 Grzegorz VI 1871 |
| Władca Korei                   | - 1863 Kojong 1907 |
| Prezydent Kostaryki            | - 1866 José María Castro Madriz 1868 |
| Emir Kuwejtu                   | - 1866 Abd Allah II 1892 |
| Prezydent Liberii              | - 1864 Daniel Bashiel Warner 1868 |
| Książę Liechtensteinu          | - 1858 Jan II Dobry 1929 |
| Wielki książę Luksemburga      | - 1849 Wilhelm III 1890 |
| Premier Luksemburga            | - 1860 Baron de Tornaco 1867 - 1867 Emmanuel Servais 1874                                                                                |
| Sułtan Maroka                  | - 1859 Muhammad IV 1873 |
| Prezydent Meksyku              | - 1867 Benito Juárez 1872 |
| Książę Monako                  | - 1856 Karol III 1889 |
| Król Nawarry                   | - 1848 Napoleon I 1870 |
| Król Nepalu                    | - 1847 Surendra 1881 |
| Premier Nepalu                 | - 1857 Jang Bahadur Rana 1877 |
| Prezydent Nikaragui            | - 1857 Tomás Martínez 1867 - 1867 Fernando Guzmán Solórzano 1871                                                                         |
| Król Norwegii                  | - 1859 Karol IV 1872 |
| Premier Nowej Zelandii         | - 1865 Edward Stafford 1869 |
| Sułtan Omanu                   | - 1866 Salim ibn Suwajni 1868 |
| Papież                         | - 1846 Pius IX 1878 |
| Prezydent Paragwaju            | - 1862 Francisco Solano López 1870 |
| Prezydent Peru                 | - 1865 Mariano Ignacio Prado 1868 |
| Król Portugalii                | - 1861 Ludwik 1889 |
| Król Prus                      | - 1861 Wilhelm I 1888 |
| Car Rosji                      | - 1855 Aleksander II 1881 |
| Książę Rumunii                 | - 1866 Karol I 1881 |
| Premier Rumunii                | - 1866 Ion Ghica 1867 - 1867 Constantin A. Crețulescu 1867 - 1867 Ștefan Golescu 1868                                                    |
| Król Saksonii                  | - 1854 Jan Wettyn 1873 |
| Prezydent Salwadoru            | - 1863 Francisco Dueñas 1871 |
| Kapitanowie Regenci San Marino | - 1866 Melchiorre Filippi Domenico Fattori 1867 - 1867 Giuliano Belluzzi Michele Ceccoli 1867 - 1867 Gaetano Simoncini Pietro Righi 1868 |
| Książę Serbii                  | - 1860 Michał Obrenowić 1868 |
| Prezydent Szwajcarii           | - 1867 Constant Fornerod 1867 |
| Król Szwecji                   | - 1859 Karol XV 1872 |
| Król Tajlandii                 | - 1851 Mongkut 1868 |
| Sułtan Turków                  | - 1861 Abdülaziz 1876 |
| Prezydent Urugwaju             | - 1865 Venancio Flores (p.o.) 1868 |
| Prezydent USA                  | - 1865 Andrew Johnson 1869 |
| Prezydent Wenezueli            | - 1863 Juan Crisóstomo Falcón 1868 |
| Król Węgier                    | - 1848 Franciszek Józef I 1916 |
| Premier Węgier                 | - 1867 Gyula Andrássy 1871 |
| Monarcha Wielkiej Brytanii     | - 1837 Wiktoria 1901 |
| Premier Wielkiej Brytanii      | - 1866 Edward Stanley 1868 |
| Cesarz Wietnamu                | - 1847 Tự Đức 1883 |
| Król Włoch                     | - 1861 Wiktor Emanuel II 1878 |

Rok 1867 / MDCCCLXVII
stulecia: XVIII wiek ~
XIX wiek ~
XX wiek

dziesięciolecia:
1830–1839 •
1840–1849 •
1850–1859 •
1860–1869
• 1870–1879
• 1880–1889
• 1890–1899

lata: 1857 «
1862 «
1863 «
1864 «
1865 «
1866 «
1867
» 1868
» 1869
» 1870
» 1871
» 1872
» 1877

## Wydarzenia w Polsce
- 13 stycznia – powstała gubernia piotrkowska.
- 7 lutego – Lwów: powstało polskie Towarzystwo Gimnastyczne „Sokół”.
- 26 kwietnia – w siedzibie Towarzystwa Naukowego Krakowskiego odbył się pierwszy pokaz obrazu Alchemik Sędziwój Jana Matejki.
- 15 czerwca – założono Archiwum Akt Dawnych w Warszawie.
- 13 lipca – Łódź: zainstalowano pierwsze gazowe oświetlenie ulic i placów (elektryczne dopiero od 1908).
- 17 września – Warszawa: otwarto dwutorową linię kolejową do Terespola o długości 208,9 km (Kolej Warszawsko-Terespolska).
- 5 grudnia – w Zułowie pod Wilnem urodził się Józef Piłsudski, przyszły polski działacz niepodległościowy, dowódca wojskowy, polityk, Naczelnik Państwa polskiego, naczelny wódz Armii Polskiej, pierwszy Marszałek Polski.
- 15 grudnia – Józef Piłsudski został ochrzczony w kościele rzymskokatolickim w majątku Sorokpol przez księdza Tomasza Wolińskiego.

## Wydarzenia na świecie
- 8 stycznia – czarnoskórzy mężczyźni uzyskali prawa wyborcze w Dystrykcie Kolumbii.
- 11 stycznia – Benito Juárez po raz drugi objął urząd prezydenta Meksyku.
- 8 lutego – ustanowienie Monarchii Austro-Węgierskiej.
- 15 lutego – w Wiedniu odbyło się premierowe chóralne wykonanie walca Nad pięknym modrym Dunajem Johanna Straussa (syna).
- 17 lutego:
  - przez Kanał Sueski przepłynął pierwszy statek.
  - Gyula Andrássy został premierem Królestwa Węgier.
- 1 marca – USA: Nebraska jako 37 stan dołączyła do Unii.
- 11 marca – w Paryżu odbyła się premiera opery Don Carlos Giuseppe Verdiego.
- 16 marca – w piśmie The Lancet Joseph Lister opisał antyseptyczne właściwości fenolu, co dało początek nowej epoce w chirurgii.
- 29 marca – królowa Wiktoria zatwierdziła Ustawę o Ameryce Brytyjskiej tworzącą Dominium Kanady.
- 30 marca – Rosja sprzedała Stanom Zjednoczonym Alaskę za 7 mln 200 tys. dolarów.
- Kwiecień – powstał I Ku Klux Klan, założony przez Nathana Bedforda Forresta.
- 1 kwietnia – Singapur został kolonią brytyjską.
- 3 kwietnia – została odkryta kometa Tempel 1.
- 8 kwietnia – Franciszek Józef I został koronowany na króla Węgier.
- 9 kwietnia – Senat USA ratyfikował zakup Alaski.
- 16 kwietnia – utworzono Związek Północnoniemiecki.
- 27 kwietnia – w Paryżu odbyła się premiera opery Romeo i Julia Charles’a Gounoda.
- 7 maja – Alfred Nobel otrzymał brytyjski patent na wynaleziony w poprzednim roku dynamit.
- 11 maja:
  - Luksemburg uzyskał pełną niepodległość (od Holandii).
  - poświęcono cerkiew „Sweta Nedelja” w Sofii.
- 6 czerwca – w Paryżu polski emigrant Antoni Berezowski usiłował zastrzelić przebywającego we Francji cara Rosji Aleksandra II.
- 8 czerwca – po utworzeniu Austro-Węgier cesarz Austrii Franciszek Józef I został koronowany na króla Węgier.
- 12 czerwca – powstała Monarchia Austro-Węgierska.
- 19 czerwca – z wyroku trybunału wojennego rozstrzelano obalonego cesarza Meksyku Maksymiliana i generałów: Miguela Miramóna oraz Tomása Mejíę; prezydent Benito Juárez mimo wstawiennictwa m.in. Giuseppe Garibaldiego i Victora Hugo nie skorzystał z prawa łaski.
- 20 czerwca – rozegrano pierwszy udokumentowany mecz piłkarski w Argentynie.
- 21 czerwca – klęska francuskiej interwencji w Meksyku; zwycięstwo republikanów Benito Juáreza i upadek Cesarstwa Meksykańskiego.
- 1 lipca:
  - Konfederacja Kanady: wszedł w życie akt Confederation of Canada – rocznica tej daty obchodzona jest w Kanadzie jako święto narodowe Canada Day.
  - pod przewodnictwem Prus utworzono Związek Północnoniemiecki.
- 14 lipca – Alfred Nobel po raz pierwszy zademonstrował, jak działa dynamit. Próba miała miejsce w Wielkiej Brytanii, w hrabstwie Surrey. Podczas jej trwania nikt nie został ranny ani nie uszkodzono żadnego budynku.
- 28 sierpnia – Stany Zjednoczone anektowały atol Midway.
- 4 września – założono klub piłkarski Sheffield Wednesday F.C.
- 6 września – James Craig Watson odkrył planetoidę (94) Aurora.
- 14 września – ukazał się drukiem I tom Kapitału, głównego dzieła Karola Marksa.
- 22 września – w Bogocie założono Narodowy Uniwersytet Kolumbii.
- 28 września – Toronto zostało stolicą kanadyjskiej prowincji Ontario.
- 14 października – w Hamburgu wydano po raz pierwszy główne dzieło Karola Marksa Kapitał: krytyka ekonomii politycznej. Tom pierwszy.
- 18 października – Alaska została oficjalnie przejęta przez USA.
- 22 października – w wyniku wybuchu bomby podłożonej przez dwóch garybaldczyków w koszarach w Rzymie zginęło 23 żuawów papieskich i 4 przypadkowych przechodniów, w tym dziecko.
- 3 listopada – oddziały Giuseppe Garibaldiego pokonane przez Francuzów pod Mantaną.
- 3 grudnia – Emmanuel Servais został premierem Luksemburga.
- 13 grudnia – 12 osób zginęło, a 120 zostało rannych (w tym wielu przechodniów) w wyniku wybuchu bomby pod murem więzienia Clerkenwell w Londynie, podłożonej przez irlandzkich Fenian w celu uwolnienia 2 swoich współtowarzyszy.
- 21 grudnia – cesarz Austrii Franciszek Józef zatwierdził Dezemberverfassung (Konstytucję grudniową), która m.in. przyznawała Galicji autonomię.
- 25 grudnia – bitwa pod Ypacaraí: wojska argentyńsko-brazylijskie rozgromiły armię paragwajską Francisco Lopeza.
- 28 grudnia – Stany Zjednoczone anektowały wyspę Midway.

## Urodzili się
- 1 stycznia – Jeanne Lanvin, francuska projektantka mody (zm. 1946)
- 5 stycznia – Stanisław Puchalski, polski dowódca wojskowy, marszałek polny porucznik cesarskiej i królewskiej Armii, komendant Legionów Polskich i generał dywizji Wojska Polskiego (zm. 1931)
- 7 stycznia:
  - Gieorgij Morozow, rosyjski leśnik, ekolog (zm. 1920)
  - William Peel, brytyjski arystokrata, polityk (zm. 1937)
- 8 stycznia:
  - Emily Greene Balch, amerykańska pisarka, pacyfistka, laureatka Pokojowej Nagrody Nobla (zm. 1961)
  - Augustyn Łosiński, polski duchowny katolicki, biskup kielecki (zm. 1937)
- 15 stycznia – Eustachy Kugler, niemiecki bonifrater, błogosławiony katolicki (zm. 1946)
- 20 stycznia – Alaster McDonnell, irlandzki rugbysta (zm. 1950)
- 21 stycznia – Maxime Weygand, francuski generał i prawicowy polityk, uczestnik I i II wojny światowej (zm. 1965)
- 22 stycznia – Leon Korwin-Mikucki, polski inżynier mechanik (zm. 1920)
- 26 stycznia – Wojciech Szukiewicz, polski publicysta, tłumacz, działacz społeczny i emigracyjny (zm. 1944)
- 27 stycznia – Jan Czeraszkiewicz, polski krajoznawca, adwokat, nauczyciel, dyrektor najstarszej łódzkiej szkoły średniej, patron Łódzkiego Oddziału PTTK (zm. 1924)
- 28 stycznia – Antoni Leśniowski, polski chirurg (zm. 1940)
- 31 stycznia – Mariusz Zaruski, pionier polskiego żeglarstwa, generał brygady, taternik, narciarz, twórca TOPR (zm. 1941)
- 5 lutego – Ike Weir, irlandzki bokser (zm. 1908)
- 6 lutego – Maria Wincencja od św. Doroty, meksykańska zakonnica, założycielka Zgromadzenia Sług Najświętszej Trójcy i Ubogich, błogosławiona katolicka (zm. 1949)
- 7 lutego – Laura Ingalls Wilder, amerykańska pisarka (zm. 1957)
- 13 lutego – Harold Mahony, irlandzki tenisista (zm. 1905)
- 16 lutego – John Boswell, szkocki rugbysta, prawnik i żołnierz (zm. 1948)
- 21 lutego – Edvart Christensen, norweski żeglarz, olimpijczyk (zm. 1921)
- 3 marca:
  - Kazimierz Horoszkiewicz, polski tytularny generał dywizji (zm. 1942)
  - Guy Rose, amerykański malarz (zm. 1925)
- 7 marca – Stanisław Świacki, polski generał brygady (zm. 1954)
- 14 marca – Albert Yorke, brytyjski arystokrata, polityk (zm. 1904)
- 25 marca – Grzegorz Chomyszyn, greckokatolicki biskup stanisławowski, męczennik, błogosławiony (zm. 1945)
- 4 kwietnia:
  - Wincenty Soler, hiszpański augustianin rekolekta, męczennik, błogosławiony katolicki (zm. 1936)
  - Basil Williams, brytyjski historyk (zm. 1950)
- 6 kwietnia – Helena Unierzyska, polska malarka, rzeźbiarka (zm. 1932)
- 13 kwietnia – Leon Petrażycki, polski prawnik, filozof, socjolog (zm. 1931)
- 15 kwietnia – Emil Lindh, fiński żeglarz, medalista olimpijski (zm. 1937)
- 16 kwietnia – Wilbur Wright, amerykański konstruktor samolotów i pilot (zm. 1912)
- 18 kwietnia – Apolonia Lizarraga od Najświętszego Sakramentu, hiszpańska karmelitanka miłosierdzia, męczennica, błogosławiona katolicka (zm. 1936)
- 27 kwietnia – Stanisław Bukowiecki, adwokat, ekonomista, publicysta, działacz polityczny i społeczny, współzałożyciel Związku Młodzieży Polskiej „Zet” (zm. 1944)
- 1 maja – Ernst Ziehm, niemiecki polityk, prezydent Gdańska (zm. 1962)
- 6 maja – Bolesław Antoni Jędrzejowski, działacz socjalistyczny (zm. 1914)
- 7 maja – Władysław Reymont, (właściwie W.S. Rejment), pisarz, jeden z czołowych przedstawicieli nurtu realistycznego w prozie okresu Młodej Polski (zm. 1925)
- 14 maja – Adam Stefan Sapieha, książę, kardynał, arcybiskup krakowski (zm. 1951)
- 16 maja – Gabriela Balicka-Iwanowska, polska botanik, posłanka na Sejm II RP (zm. 1962)
- 21 maja – Tomasz Janiszewski, polski lekarz (zm. 1939)
- 4 czerwca – Carl Gustaf Mannerheim, baron, generał, prezydent Finlandii w latach 1944–46 (zm. 1951)
- 8 czerwca:
  - Dagny Juel Przybyszewska, norweska pisarka (zm. 1901)
  - Frank Lloyd Wright, amerykański architekt (zm. 1959)
- 20 czerwca – Robert Sanders, brytyjski polityk (zm. 1940)
- 8 lipca – Käthe Kollwitz, niemiecka rzeźbiarka, malarka (zm. 1945)
- 10 lipca:
  - Anna Jasińska, działaczka polonijna (zm. 1957)
  - Helena, rosyjska mniszka prawosławna (zm. 1937)
- 12 lipca:
  - Károly Kaán, węgierski leśnik, pionier ochrony przyrody (zm. 1940)
  - Henry Stevenson, szkocki sportowiec (zm. 1945)
- 15 lipca:
  - Jean-Baptiste Charcot, francuski żeglarz i badacz polarny (zm. 1936)
  - Józef Kubis, niemiecki duchowny rzymskokatolicki (zm. 1942)
- 23 lipca – Bernard z Lugar Nuevo de Fenollet, hiszpański kapucyn, męczennik, błogosławiony katolicki (zm. 1936)
- 27 lipca – Enrique Granados, hiszpański pianista i kompozytor (zm. 1916)
- 14 sierpnia:
  - Artur Oppman (pseudonim Or-Ot), poeta, pułkownik Wojska Polskiego (zm. 1931)
  - John Galsworthy, angielski powieściopisarz (zm. 1933)
- 19 sierpnia – George Harper, nowozelandzki rugbysta (zm. 1937)
- 22 sierpnia – Herbert Emery Hitchcock, amerykański polityk, senator ze stanu Dakota Południowa (zm. 1958)
- 23 sierpnia – Marcel Schwob, francuski pisarz pochodzenia żydowskiego (zm. 1905)
- 25 sierpnia – Theodor Krummacher, ewangelicki proboszcz i teolog niemieckiego pochodzenia (zm. 1945)
- 5 września – Amy Beach, amerykańska pianistka, kompozytorka (zm. 1944)
- 8 września – Aleksandr Parvus, rosyjski działacz socjalistyczny pochodzenia żydowskiego (zm. 1924)
- 23 września – John Lomax, pionier muzykologii i folklorystyki w USA (zm. 1948)
- 7 października – Domenico Jorio, włoski kardynał, wysoki urzędnik Kurii Rzymskiej (zm. 1954)
- 16 października – Hans Christiansen, norweski żeglarz, olimpijczyk (zm. 1938)
- 17 października – Richard Budworth, angielski rugbysta, duchowny (zm. 1937)
- 25 października – gen. Józef Dowbor-Muśnicki, dowódca I Korpusu Polskiego w Rosji, dowódca powstania wielkopolskiego (zm. 1937)
- 5 listopada – George Andrew Reisner, amerykański archeolog (zm. 1942)
- 7 listopada – Maria Skłodowska-Curie, fizyk i chemik, dwukrotna laureatka Nagrody Nobla (zm. 1934)
- 8 listopada – Eugenia Picco, włoska zakonnica, błogosławiona katolicka (zm. 1921)
- 13 listopada – Alexander Woodrow, szkocki rugbysta (zm. 1916)
- 15 listopada – Władysław Studnicki, publicysta i polityk orientacji proniemieckiej (zm. 1953)
- 20 listopada – Gustav Giemsa, niemiecki chemik, bakteriolog (zm. 1948)
- 1 grudnia – Ignacy Mościcki, prezydent Polski w latach 1926–1939 (zm. 1946)
- 5 grudnia – Józef Piłsudski, Marszałek Polski, Naczelnik Państwa (zm. 1935)
- 10 grudnia – Lauritz Christiansen, norweski żeglarz, medalista olimpijski (zm. 1930)
- 11 grudnia – Antonio Conte, włoski szablista (zm. 1953)
- 21 grudnia – Jan Stapiński, polski polityk ludowy, poseł na Sejm RP (zm. 1946)
- 29 grudnia – Annie Montague Alexander, amerykańska zoolog, paleontolog (zm. 1950)
- 31 grudnia:
  - Paweł Dunajski, polski duchowny katolicki, działacz społeczny (zm. 1957)
  - Karl Kowalczewski, niemiecki rzeźbiarz (zm. 1927)

## Zmarli
- 21 stycznia – Jan Yi Yun-il, koreański męczennik, święty katolicki (ur. 1823)
- 30 stycznia – Kōmei, 121.cesarz Japonii (ur. 1831)
- 5 marca – Francesco Maria Piave, włoski librecista (ur. 1810)
- 25 marca – Friedlieb Ferdinand Runge, niemiecki chemik analityk, odkrywca kofeiny w kawie (ur. 1795)
- 13 kwietnia – Jean Bernard Rousseau, francuski lasalianin, misjonarz, błogosławiony katolicki (ur. 1797)
- 25 maja – Wilhelm von Kügelgen, niemiecki malarz i pisarz (ur. 1802)
- 6 czerwca – Matylda Habsburg, arcyksiężniczka austriacka, księżniczka Śląska Cieszyńskiego (ur. 1849)
- 19 czerwca
  - Maksymilian I, cesarz Meksyku (ur. 1832)
  - Miguel Miramón, meksykański prezydent (ur. 1832)
- 31 lipca – Alfonsa Maria Eppinger, francuska zakonnica, błogosławiona katolicka (ur. 1814)
- 25 sierpnia – Michael Faraday, brytyjski naukowiec, chemik i fizyk (ur. 1791)
- 4 października – Franciszek Ksawery Seelos, niemiecki redemptorysta, błogosławiony katolicki (ur. 1819)
- 6 października – Rafał Credo, polski malarz, franciszkanin (ur. 1830)
- 23 października – Franz Bopp, niemiecki językoznawca (ur. 1791)
- 31 października – William Parsons, irlandzki astronom, konstruktor teleskopów, odkrywca wielu galaktyk (ur. 1800)
- 26 listopada – Hermann Adam von Kamp, niemiecki pisarz, nauczyciel i historyk (ur. 1796)
- 13 grudnia – Artur Grottger, polski malarz (ur. 1837)

## Święta ruchome
- Tłusty czwartek: 28 lutego
- Ostatki: 5 marca
- Popielec: 6 marca
- Niedziela Palmowa: 14 kwietnia
- Wielki Czwartek: 18 kwietnia
- Wielki Piątek: 19 kwietnia
- Wielka Sobota: 20 kwietnia
- Wielkanoc: 21 kwietnia
- Poniedziałek Wielkanocny: 22 kwietnia
- Wniebowstąpienie Pańskie: 30 maja
- Zesłanie Ducha Świętego: 9 czerwca
- Boże Ciało: 20 czerwca